# أحمد السلماني
أحمد عطية أحمد علي السلماني، سياسي عراقي ولد عام 1978. حاصل على شهادة البكالوريوس، وشغل منصب عضو في مجلس النواب العراقي عن محافظة الانبار في دورته الثالثة من (2014-2018).